# すくりぞ!
『すくりぞ!』は、らぐほのえりかによる日本の4コマ漫画。芳文社『まんがタイムきららMAX』2015年10月号から11月号までゲスト連載後、2016年1月号から2017年12月号にかけて連載された。

## あらすじ
寝ることが大好きな金谷寝子はある日ホテルのベッドで寝たいと言い出す。そんな時に学校の宿直室を勝手に使っている大谷にゅうと出会う。宿直室を私用しているのを見て、宿直室に理想のホテルの部屋を作ろうと思いつき「スクールリゾート部」を立ち上げる。

## 登場人物
金谷 寝子（かなや ねこ）
1年B組。寝ることが大好きで昼寝を日課にしている。目指すホテルの方向性は寝心地がよいこと以外に興味がない。
椿山 蒼（つばきやま そう）
1年B組。寝子のことが大好きな幼なじみ。いわゆる「意識高い系」で「イノベーション」「エグゼクティブ」などのカタカナ語を多用する。にゅうからは「ツバキヤマ」と苗字で呼ばれている。意識が高いことからスクールリゾート部の部長を務める。目指すホテルの方向性は格式高い旅館。
大谷 にゅう（おおたに にゅう）
1年C組。宿直室を勉強部屋として占拠しているが、実際にはお菓子や漫画で溢れている。小柄な体格で見た目は可愛らしいが、言葉遣いはかなり乱暴。布団を運びこむところを寝子に見つかり、なし崩し的に寝子と蒼の仲間になる。目指すホテルの方向性はビジネスホテル。
満田 リン（まんだ リン）
1年B組。第2話より登場。学校の理事長の孫娘であり学級委員。お嬢様キャラの反面、にゅうに罵倒されてマゾヒスト的快感を覚える、誉められるとすぐ懐柔される「ちょろい」キャラクターである。罵倒された際に主従関係が刷り込まれたのか、にゅうのことのみ「にゅう様」と呼んでいる。実家がリゾートホテル経営をしており、スクールリゾート部も勉強の一環と捉えている。目指すホテルの方向性はリゾートホテル。

## 書誌情報
- らぐほのえりか『すくりぞ!』芳文社〈まんがタイムKRコミックス〉、全2巻
  1. 2016年（平成28年）10月27日発売 ISBN 978-4-8322-4762-8
  2. 2017年（平成29年）11月27日発売 ISBN 978-4-8322-4896-0